# Deltote girba
Deltote girba is een vlinder uit de familie van de uilen (Noctuidae). De wetenschappelijke naam van deze soort is voor het eerst voorgesteld als Eustrotia girba door Herbert Druce in een publicatie uit 1889.
De soort komt voor in Cuba en Panama.